# Juan Realpe
Juan Realpe (n. Quinindé, Ecuador; 8 de diciembre de 1988) es un futbolista ecuatoriano. Juega de defensa y su equipo actual es 22 de Julio F. C. de la Segunda Categoría de Ecuador.

## Trayectoria
En sus comienzos jugaba de delantero, pero a medida que iban pasando los años los diversos técnicos que lo dirigían lo iban ubicando en varios puestos de la cancha. Ha jugado de volante central, volante mixto, volante ofensivo, delantero lateral derecho y últimamente se desempeña como lateral izquierdo, pero Juan ha demostrado ser un jugador polifuncional que puede ocupar cualquier posición.

## Clubes
| Club                    | País    | Año       |
| ----------------------- | ------- | --------- |
| Brasilia                | Ecuador | 2005      |
| Espoli                  | Ecuador | 2006      |
| Huaquillas F. C.        | Ecuador | 2006      |
| Independiente del Valle | Ecuador | 2007-2010 |
| Aucas                   | Ecuador | 2010      |
| New Star                | Ecuador | 2011      |
| Juventud Minera         | Ecuador | 2012      |
| Delfín S. C.            | Ecuador | 2013-2017 |
| Liga de Loja            | Ecuador | 2017      |
| Fuerza Amarilla         | Ecuador | 2017      |
| Mushuc Runa             | Ecuador | 2018-2019 |
| Orense                  | Ecuador | 2019-2020 |
| Atlético Valencia       | Ecuador | 2020      |
| Técnico Universitario   | Ecuador | 2020-2021 |
| Mineros                 | Ecuador | 2021      |
| 22 de Julio F. C.       | Ecuador | 2023-act. |

## Palmarés

### Campeonatos provinciales
| Título                          | Club              | País    | Año  |
| ------------------------------- | ----------------- | ------- | ---- |
| Segunda Categoría de Esmeraldas | 22 de Julio F. C. | Ecuador | 2024 |

### Campeonatos nacionales
| Título            | Club                    | País    | Año  |
| ----------------- | ----------------------- | ------- | ---- |
| Segunda Categoría | Independiente del Valle | Ecuador | 2007 |
| Serie B           | Independiente del Valle | Ecuador | 2009 |
| Segunda Categoría | Delfín S. C.            | Ecuador | 2013 |
| Serie B           | Delfín S. C.            | Ecuador | 2015 |
| Serie B           | Mushuc Runa             | Ecuador | 2018 |
| Segunda Categoría | 22 de Julio F. C.       | Ecuador | 2024 |